# Гервятский сельсовет
Гервятский сельсовет (белор. Гервяцкі сельсавет) — административная единица на территории Островецкого района Гродненской области Белоруссии. Административный центр — агрогородок Гервяты.

## История
В 2013 году в состав сельсовета вошли агрогородок Дайлидки и 12 деревень упразднённого Островецкого сельсовета.

## Состав
Гервятский сельсовет включает 57 населённых пунктов:
- Ажуройсти — деревня
- Антонишки — деревня
- Безданы — деревня
- Бобровники — хутор
- Богданишки — деревня
- Большие Якентаны — деревня
- Большие Яцыны — деревня
- Бояры — деревня
- Валейкуны — хутор
- Вашкуны — деревня
- Виктосина — деревня
- Гайголи — деревня
- Гальчуны — деревня
- Гелюны — деревня
- Гервяты — агрогородок
- Гири — деревня
- Гребалы — деревня
- Гроди — деревня
- Гуденики — деревня
- Дайлидки — агрогородок
- Дубок — деревня
- Завельцы — деревня
- Заречье — деревня
- Зеленка — хутор
- Керплошина — деревня
- Кирели — деревня
- Ключники — деревня
- Книстушки — деревня
- Малые Якентаны — деревня
- Малые Яцыны — деревня
- Малюта — хутор
- Мацки — деревня
- Мижаны — деревня
- Милайшуны — деревня
- Мильцеи — деревня
- Митюны — деревня
- Новоселки — деревня
- Новые Якентаны — деревня
- Ожуловка — деревня
- Пелегринда — деревня
- Петрики — деревня
- Палестина — деревня
- Подпрудье — деревня
- Попишки — деревня
- Пуговичи — деревня
- Рымдюны — агрогородок
- Свирщизна — деревня
- Соколойти — деревня
- Сорговцы — деревня
- Старая Рудня — деревня
- Субели — деревня
- Трокели — деревня
- Устизерье — хутор
- Чехи — деревня
- Шатерники — деревня
- Швейляны — деревня
- Юзулина — деревня

Упразднённые населённые пункты на территории сельсовета:
- деревня Гибирда
- хутор Слободка

## Достопримечательность
- Костёл Святой Троицы в агрогородке Гервяты